# Artur Álvarez Boix
Artur Álvarez Boix (Castelló de la Plana, Plana Alta, 10 d'agost de 1957) és un cantautor, compositor, poeta, escriptor valencià.

## Discografia

### Amb Adesiara
- 25 anys després, (Audiovisuals de Sarrià, 2003)

### En solitari
- Castelló, triangulada plana (amb la poesia d'Albert Vernet i Mateu) (Audiovisuals de Sarrià, 2007).
- Pols del meu camí (cantant i musicant al poeta castellonenc Bernat Artola)[1](Audiovisuals de Sarrià, 2008).
- Paisatges (Audiovisuals de Sarrià, 2010).
- A recer de la mar (amb la poesia de Miquel Peris) (Audiovisuals de Sarrià, 2012).
- Entre versos i pinzells[2](Audiovisuals de Sarrià, 2014).
- 10 anys de versos i cançons (Audiovisuals de Sarrià, 2014).
- A ritme de blues[3] (Bernat Artola i Miquel Peris i Segarra en clau de blues). (Molusco Discos, 2015).
- [TRIBUT] (homenatge a la cançò d'autor) (Molusco Discos, 2017).
- Artur Àlvarez canta 10 Poetes contemporanis[4] (VERKAMI, ARTAL privat - duplicat, 2018).
- COL·LECCIÓ EL NÚVOL POÈTIC.[5] (Autoedició de vint CD amb poesia contemporanea del País Valencià, 2020)[

## Poesia
- Poemes i microassajos de la primera llum del dia (2012) (Autoedició).[6]
- Ponts suspensius… (2013). Poemes que complementen la narració (El Temps de Niculina) de l'escriptora Isabel Marín. (Editorial ONADA).[7]
- Caragola. Premi Miquel Peris de Poesia 2017. Premis de la Mar. (Edita Ajuntament de Castelló de la Plana).[8]
- La mar als llavis. Premi Miquel Peris de Poesia 2021. Premis de la Mar. (Edita Ajuntament de Castelló de la Plana).[9]
- Dibuixos de sang i cel i cinc reculls més-Finalista XII premi Miquel Arimany de poesia 2021 amb el poemari Com a suc de llima en la nafra dels dies (Edita Ajuntament de les Masies de Roda).
- Mostra de poesia-Alfara del Patriarca. Finalista primer concurs de poesia 2022. (Edita NPQ ediciones i Ajuntament d'Alfara del Patriarca).